# AM Suisse
Der Arbeitgeberverband AM Suisse vertritt in der Schweiz die Arbeitgeber- und Bildungsinteressen von rund 1'800 Mitgliederbetrieben der Branchen Metallbau, Landtechnik und Hufschmiede. Als Dachverband vereint AM Suisse die beiden Branchenfachverbände Agrotec Suisse und Metaltec Suisse unter sich. Dem Fachverband Agrotec Suisse gehören Unternehmen aus der Landtechnikbranche sowie Hufschmiede an, dem Fachverband Metaltec Suisse Unternehmen der Metallbaubranche.   

## Geschichte
AM Suisse ging 2016 aus einer Umfirmierung und Restrukturierung des Vorgängerverbands Schweizerische Metall-Union hervor. Die Schweizerische Metall-Union wiederum entstand 1972 aus der Fusion des 1891 gegründeten Schweizerischen Schmiede- und Wagnermeisterverbands SWMV und des Schweizerischen Metallbauverbands SMV (ehemals Schweizerischer Schlosserverein). 

## Organisation
Oberstes Organ ist die Delegiertenversammlung. Sie wird vom Zentralpräsidenten geleitet und setzt sich zusammen aus Delegierten der Regionalen Branchenfachverbände, die eigene Rechtspersönlichkeiten sind.
Als eigene Rechtspersönlichkeiten gehören dem Arbeitgeberverband AM Suisse die beiden nationalen Fachverbände Agrotec Suisse und Metaltec Suisse an. Der unter dem Markennamen Farriertec Suisse auftretende Fachverband Hufschmiede ist organisatorisch bei Agrotec Suisse angegliedert. Das AM Suisse Bildungszentrum Aarberg wird als eigene Stiftung geführt. 

## Berufsbildung
AM Suisse betreibt ein Bildungszentrum in Aarberg (Kanton Bern), welches sich der beruflichen Grund- und Weiterbildung für die Berufe der Landtechnik und Hufschmiede sowie des Metallbaus widmet. Als nationaler Dachverband ist AM Suisse in mehrere Regionalverbände unterteilt, die teilweise weitere regionale Bildungszentren betreiben. 
Zu den von AM Suisse und seinen Fachverbänden betreuten Ausbildungen gehören auf Stufe der beruflichen Grundbildung (Lehrabschluss): Metallbauer EFZ, Metallbaukonstrukteur EFZ, Metallbaupraktiker EBA, Landmaschinenmechaniker EFZ, Baumaschinenmechaniker EFZ, Motorgerätemechaniker EFZ und Hufschmied EFZ. 

## Sozialpartnerschaft
AM Suisse ist arbeitgeberseits zusammen mit den Gewerkschaften Unia und Syna in der Paritätischen Landeskommission im Metallgewerbe (PLKM) vertreten und führt deren Sekretariat. Die PLKM ist verantwortlich für die Durchführung, die Kontrolle und den Vollzug des Landesgesamtarbeitsvertrags (LGAV).

## Mitgliedschaften
AM Suisse ist Mitglied der Dachverbände Schweizerischer Arbeitgeberverband und Schweizerischer Gewerbeverband.  